# Gustav Witt
Pour les articles homonymes, voir Witt.
Carl Gustav Witt (29 octobre 1866 – 3 janvier 1946) était un astronome allemand.

## Biographie
Gustav Witt fit sa thèse sous la direction de Julius Bauschinger.
Il découvrit deux astéroïdes, dont notamment (433) Éros, le premier astéroïde connu ayant une orbite inhabituelle l'amenant à s'approcher parfois de la Terre (classé maintenant comme un astéroïde Amor).
L'astéroïde (2732) Witt a été nommé en son honneur.
| (422) Berolina | 8 octobre 1896 |
| (433) Éros     | 13 août 1898   |